# Unifos Kemi AB
Unifos Kemi AB var det ursprungliga namnet på det företag i Stenungsund, hälftenägt av amerikanska Union Carbide och svenska Fosfatbolaget, som var en del av det första nordiska petrokemiklustret.
Unifos bildades av Fosfatbolaget och Union Carbide som ett joint-venture i samband med uppförandet av Stenungsunds petrokemiska industri med produktionsstart 1963. Unifos gick upp i Neste 1984, det som senare blev Borealis. Bolagets namn är skapat utifrån grundarbolagens första tre bokstäver i respektive bolags namn.
Unifos producerade polyeten med början hösten 1963 och blev senare en del av Borealis-koncernen. Företagets förste VD hette Bengt Lidén. Han efterträddes i mitten av 1970-talet på den posten av Olle Blomqvist.